# Camăr
Camăr (in ungherese Kémer) è un comune della Romania di 1 761 abitanti, ubicato nel distretto di Sălaj, nella regione storica della Transilvania. 
Il comune è formato dall'unione di 2 villaggi: Camăr e Pădureni.
Di particolare interesse è la chiesa lignea dei SS. Arcangeli Michele e Gabriele (Sf. Arhangheli Mihail şi Gavril), costruita verso la fine del XVII secolo.

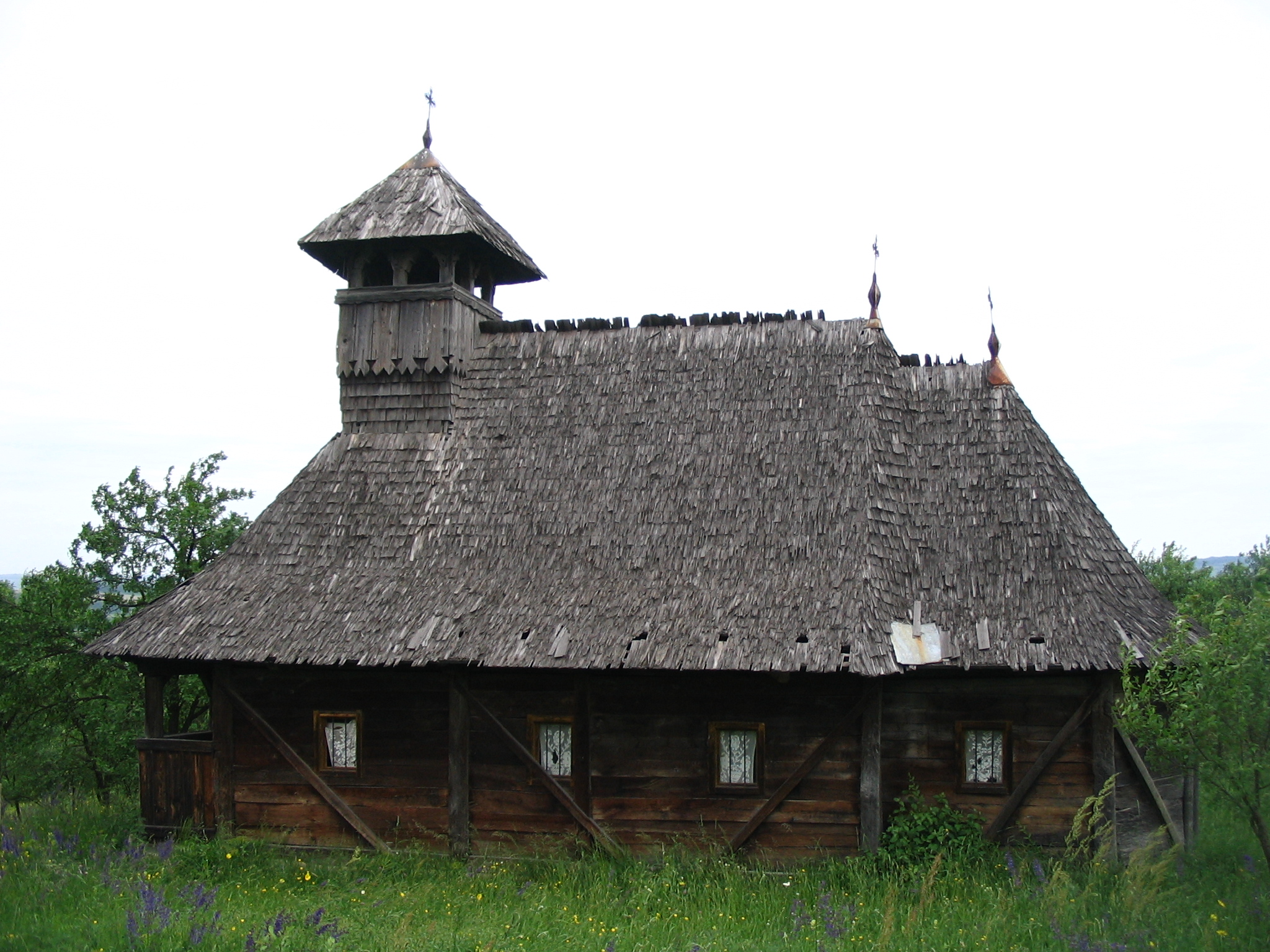
La chiesa lignea di Camăr